# Praga Tančík vz.33
Praga Tančik vz.33 war die Bezeichnung für einen tschechoslowakischen sehr leichten Panzer, besser als Tankette zu bezeichnen, der 1933 bis 1934 in Serie gebaut wurde.

## Geschichte

### Vorgeschichte
Die 1918 neu entstandene Tschechoslowakei beschaffte  in den Jahren 1921 bis 1923 aus Frankreich sieben Panzer des Typs Renault FT. Da diese Anzahl nicht einmal zur Ausstattung auch nur einer einzigen Kompanie ausreichte, handelte es sich offenbar nur um Versuchsexemplare, mit deren Hilfe man die Leistungsfähigkeit und Einsatzmöglichkeiten der neuen Panzerwaffe testen wollte. Die Fahrzeuge blieben bis 1930 die einzigen Panzer mit Kettenlaufwerk und wurden zwischen 1933 und 1939 ausgesondert.

### Entwicklung
1930 kaufte die Tschechoslowakei drei Carden-Loyd Tanketten in Großbritannien und erwarb eine Nachbaulizenz, um so den ersten Kern einer Panzertruppe zu schaffen. Für die Nachbauten verlangte die tschechische Armee allerdings einen geschlossenen Kampfraum (der Carden-Loyd war oben offen) sowie statt des Motors des Ford A einen heimischen Motor. Hierauf bewarb sich die Firma Škoda mit dem Typ MU-2, später weiterentwickelt zum Škoda MU-4, und Praga mit einer Tankette mit der Werksbezeichnung „P-1“. Das Modell von Praga fand die Gunst des Militärs. Nach Fertigung von vier Prototypen lief 1933 die Serienfertigung an. Insgesamt wurden 70 Serienfahrzeuge mit der Bezeichnung Praga Tančik vz.33 von Januar bis Oktober 1934 an die tschechoslowakische Armee geliefert, wobei Tančik die tschechische Übersetzung des Wortes „Tankette“ (Panzerchen) war. Der Stückpreis jeder Tankette betrug 131.200 Tschechoslowakische Kronen. Auch drei der Prototypen wurden von der Armee übernommen, der vierte ging als Geschenk an den  persischen Schah, um ihn geneigt zu machen, Panzer der Typen ČKD-Praga AH-IV und ČKD-Praga TNH für das persische Heer zu kaufen.

### Militärischer Einsatz
Bei den Abnahmetests stellte sich heraus, dass die Panzerung teilweise zu schwach war, um Gewehrschüsse abzuhalten. Bei den 1934 durchgeführten Manövern auf dem Truppenübungsplatz Milowitz wurde über die beengten Innenraumverhältnisse, den lauten Motor und die mangelnde Geländegängigkeit geklagt, die Verständigung der Tanketten untereinander mit Flaggen funktionierte nicht. Gleichwohl wurde ein in Milowitz stationiertes Bataillon mit 40 Tanketten ausgerüstet, der Rest zunächst als Materialreserve eingelagert. 1935 erfolgte eine Umgliederung: Die Tanketten wurden auf drei Bataillone verteilt, deren eines in Böhmen, eines in Mähren und eines in der Slowakei stationiert war. Vor allen Dingen wurden die Fahrzeuge zur Ausbildung eingesetzt, es wurde viel über ungeeignete Materialien und schlechte Verarbeitungsqualität geklagt. Während der Sudetenkrise wurden die Tanketten zur Aufstellung von 23 Zügen zu je drei Fahrzeugen verwendet, die, teils Regimentern, teils Divisionen zugeteilt, der Infanterie Unterstützung geben sollten. Sie wurden gegen aufständische Zivilbevölkerung eingesetzt, die wegen fehlender (vor allem panzerbrechender) Waffen gegen die Tanketten nichts ausrichten konnte. Beklagt wurde indessen erneut die technische Unzuverlässigkeit der Fahrzeuge. Bei den Kämpfen in der Karpatenukraine im Oktober 1938 wurden die dort stationierten Tančik vz.33 gegen eindringende Ungarn eingesetzt.

### Bei der Wehrmacht und in der Slowakei
Bei der Besetzung der Rest-Tschechei am 15. März 1939 fielen der Wehrmacht alle 73 noch vorhandenen Tančik vz.33 in die Hände. Nachgewiesenermaßen wurden 30 Stück an die neu gegründete Slowakei abgegeben,  den Rest behielt die deutsche Wehrmacht. Es gibt Bilder, die deutsche Soldaten auf Tančik vz.33 zeigen, diese Bilder wurden offenbar kurz nach Besetzung des Truppenübungsplatzes Milowitz aufgenommen. Wenn überhaupt, so wurden die Fahrzeuge in der Wehrmacht weiterhin als Fahrschulpanzer eingesetzt. Sie dürften aber aufgrund ihrer Mängel bald ausgeschieden und verschrottet worden sein, zumal man genügend Panzerkampfwagen I hatte, die man für diese Zwecke einsetzen konnte. Nirgendwo nachgewiesen und daher ins Reich der Fabel zu verweisen ist die bisweilen aufgestellte Behauptung, Tančik vz.33 seien im Winter 1941/2 oder sonst wann für Transportaufgaben an die Ostfront verlegt und dort eingesetzt worden.
Die 30 an die Slowakei gelieferten Tančik vz.33 dienten auch nur zu Schulzwecken. Während des slowakischen Aufstandes ab August 1944 wurden sie von den Slowaken kurzzeitig mangels anderer Waffen als Kampffahrzeuge eingesetzt, waren aber mittlerweile völlig veraltet und wirkungslos.
Heute gibt es – soweit bekannt – keinen einzigen erhaltenen Tančik vz.33 mehr.

### Weitere Entwicklung
Aufgrund der Erfahrungen mit dem Tančik vz.33 entwickelte Praga den erheblich größeren leichten Panzer P-II, der als Praga LT vz. 34 bei der tschechischen Armee eingeführt wurde.

## Technische Beschreibung
Die Fahrzeuge waren voll gepanzert mit genieteten Panzerblechen von 4–12 mm Dicke (der Carden-Loyd war oben offen und hatte Bleche von 4–9 mm Dicke). Sie wogen 2,4 Tonnen und damit 800 kg mehr als der Carden-Loyd. Der vorn eingebaute Motor von Praga hatte vier Zylinder, 75 mm Bohrung, 110 mm Hub und damit 1947 cm³, er war erstmals 1929 im leichten LKW Praga AN eingebaut worden und leistete 30 PS bei 2600/min (der im Carden-Loyd eingebaute Ford-Motor hatte 40 PS). Das Fahrzeug hatte damit das anderthalbfache Gewicht, aber nur 75 % der Leistung des Carden-Loyd: Dass es damit völlig untermotorisiert war, ist offenkundig.
Wie beim Carden-Loyd hatte das Fahrwerk die Antriebsrolle vorne, vier Laufrollen und hintere Führungsrolle. Das Fahrzeug konnte 50 cm hohe Hindernisse und bis zu 1,20 m breite Gräben überwinden, die Wattiefe betrug 40 cm.